# La guerra interminable
La guerra interminable (en inglés, The Forever War) es una novela de ciencia ficción del escritor estadounidense Joe Haldeman, ganadora de los premios Nébula en 1975 y Hugo en 1976. Describe una larga guerra interplanetaria y se fundamenta en dos claves: la carrera armamentística de los contrincantes y las consecuencias relativistas de los viajes espaciales a velocidades cercanas a la luz. Tiene una secuela, publicada en 1999, y titulada Forever Free. 
El libro de Haldeman Paz interminable trata sobre temas similares, hasta el punto de que el conjunto de los tres libros en ocasiones son considerados por algunos como La serie de La Guerra Interminable.
En octubre de 2008, el director británico Ridley Scott adquirió los derechos para dirigir una adaptación cinematográfica de esta novela.

## Significado literario y críticas
La opinión general es que la novela es un reflejo de la experiencia militar del autor durante la guerra de Vietnam, aunque escrita en un contexto de ciencia ficción. El nombre del personaje principal femenino, Marygay Potter, es prácticamente idéntico al nombre de soltera de la esposa de Haldeman, lo cual añade un elemento autobiográfico. Es más, es una visión de los cambios que se producen en el mundo desde los ojos del soldado que lucha en él, y la visión única (y posiblemente más realista) que tiene de ellos comparado con el resto de la humanidad. También se consideró una respuesta al libro Tropas del espacio, de Robert A. Heinlein, a menudo considerado promilitarista.
El escritor de tiras cómicas Marvano, en cooperación con Haldeman, creó una trilogía en cómic de La Guerra Interminable, titulada en holandés De Eeuwige Oorlog.